# راغد (اسم)
راغد هو اسم علم مذكر من أصل عربي، ومعناه هو الذي طاب عيشه واتسع.

## شخصيات تحمل الاسم
- راغد النجار (20 سبتمبر 1996 – )

## وصلات خارجية
- موسوعة السلطان قابوس لأسماء العرب نسخة محفوظة 5 أبريل 2019 على موقع واي باك مشين.